# Riverside (Ohio)
Riverside è una città degli Stati Uniti d'America, situata nello Stato dell'Ohio, nella Contea di Montgomery.

## Infrastrutture e trasporti

### Aeroporti
- Wright Field